# Егла (міфологія)
Егла (грец. αἴγλη — «сяйво») — у давньогрецькій міфології — німфа, дочка Панопея.
За одним із варіантів, була коханою Тесея . Полюбивши її, він кинув Аріадну . Рядки про неї викреслив афінський тиран Пісістрат .
Згідно з Антімахом, харити — дочки Егли і Геліоса. Можливо, мова йде про іншу Еглу.